# ОСРВ СМ ЭВМ
ОСРВ СМ ЭВМ — операционная система разделения времени или реального времени для СМ ЭВМ. Являлась переведённой ОС RSX-11 для PDP-11. Исходно многозадачная операционная система (в оригинале англ. Resource Sharing eXecutive Operating System), которую предполагалось использовать во многопользовательском режиме со многими терминалами.
Разрабатывалась в ИНЭУМ. 